# Жужелица-мальчик
Жужелица-мальчик (лат. Carabus (Cratocarabus) puer) — вид жуков-жужелиц из подсемейства собственно жужелиц. Малоизученный вид. Жуки активны в течение всего лета. Питаются мелкими моллюсками, разгрызая их раковину.

## Ареал
Эндемичен для хребтов Северного, Центрального и Восточного Тянь-Шаня. Китай (Синьцзян), Кыргызстан, Казахстан. Вид распространен от озера Сон-Куль и Токмака — на западе, до долины Малого Юлдуса — на востоке. В Казахстане населяет восточную часть Заилийского Алатау (на запад примерно до Тургенского ущелья), а также хребты Кетмень, Кунгей и Терскей Алатау. Обитает в зоне ельников и на альпийских лугах на высотах 1800—3500 м н.у.м. Иногда выходит на степные склоны, спускаясь до высоты 1000 м н.у.м.

## Охрана
Занесен в Красную книгу Казахстана.